# Tilurus
Genre
Tilurus est un genre de poisson appartenant à la famille des Notacanthidés.

## Liste d'espèces
Selon ITIS :
- Tilurus gegenbauri Kölliker, 1853
- Tilurus trichiurus (Cocco, 1829)